# Alvin M. Josephy junior
Alvin M. Josephy Jr. (* 18. Mai 1915 in Woodmere, New York; † 16. Oktober 2005 in Greenwich, Connecticut) war ein US-amerikanischer Journalist, Historiker und Bürgerrechtler.
Alvin Josephy wurde mütterlicherseits in eine Familie von Journalisten und Verlegern geboren; sein Onkel Alfred A. Knopf war bei der Book Company und sein Großvater Samuel Knopf war Mitbegründer des American Mercury Magazine. Nach einem abgebrochenen Harvard-Studium (1932) ging er nach Hollywood und wurde Autor bei Metro-Goldwyn-Mayer. Er arbeitete hier nach eigenen Worten an „idiotischen Skripten über tanzende BHs und Höschen“.
Diesen Beruf übte er nur kurz aus. Danach folgten Tätigkeiten als Broker an der Wall Street und als Auslandskorrespondent in Mexiko (unter anderem interviewte er Leo Trotzki). Während des Zweiten Weltkrieges war er als Kriegsberichterstatter des Marine-Corps im Pazifik eingesetzt. Nach dem Krieg ging er wieder als Drehbuchautor nach Hollywood und arbeitete nebenbei für Wochenzeitungen in der Umgebung von Los Angeles. Er entwickelte unter anderem das Script für den Film Stadt im Würgegriff (The Captive City, 1952, Regie: Robert Wise)
Während dieser Zeit begann sich Josephy für die Kultur der Indianer zu interessieren. In den 1950er Jahren war er Bildredakteur des Time Magazine und in dieser Funktion häufig im amerikanischen Westen unterwegs. Hier wurde er oft mit der desaströsen Indianerpolitik Dwight D. Eisenhowers konfrontiert. Seine Versuche, journalistisch dagegen anzugehen, wurden vom Herausgeber Henry Luce jedoch unterbunden. Ende der 1950er Jahre verließ er das Time Magazine und wurde Lektor bei American Heritage Books, später Herausgeber des American Heritage Magazine. In dieser Zeit schrieb er viele seiner bedeutenden Werke zur Geschichte der amerikanischen Ureinwohner. Er wurde zum bedeutendsten Bürgerrechtler für die Rechte der Nordamerikanischen Ureinwohner ohne selber ein Indianer zu sein. Sein Einfluss reichte bis in die US-Regierung. So verfasste er eine Studie für Präsident Richard Nixon, der die Eisenhower-Politik verändern wollte.
In den frühen 1990er Jahren war er Vorsitzender des Beirates des Smithsonian Institution’s National Museum of the American Indian.

## Schriften
- The Patriot Chiefs (1961)
- Chief Joseph’s People and Their War (1964)
- The Nez Perce Indians and the Opening of the Northwest (1965)
- The Artist was a young man : The life story of Peter Rindisbacher, Amon Carter Museum of Western Art, Fort Worth 1970
- Red Power: The American Indians’ Fight for Freedom (1971)
- Now That the Buffalo’s Gone (1982)
- Amerika 1492. Die Indianervölker vor der Entdeckung (Herausgeber), S. Fischer, Frankfurt am Main 1992, ISBN 3-10-036712-X
- 500 nations. Die illustrierte Geschichte der Indianer Nordamerikas (Herausgeber), Frederking und Thaler, München 1996, ISBN 3-89405-356-9